# Língua jru'
Jru' (ɟruʔ IPA) é uma língua mom-quemer do ramo das Bahnárica falada no sul do Laos. Também é conhecida como "Loven", "Laven" ou "Bolaven" em Língua laociana, um exônimo  Laven  ou  Loven , que é derivado do quemer para o planalto Bolaven. O povo Jru se dedica ao cultivo de café e cardamomo, bem como a outras atividades agrícolas.

## Classificação
Jru' é uma variante da língua laven que pertence ao ramo ocidental das Bahnáricas, o qual inclui também a língua brao.

## Geografia
Jru 'é a língua nativa do povo Jru, uma Lao Theung (tribo da montanha) indígena das montanhas isoladas nas províncias de Champasak, Sekong e Atapeu s na parte central do extremo sul do Laos. A variedade descrita aqui é a variedade mais estudada que é falada no distrito de Paksong, Champasak nas cidades de Paksong, Houeikong, Tateng e várias aldeias próximas.

## Fonologia
Os sons e a estrutura sílaba de Jru são típicos das línguas nas Bahnaric ocidentais em geral. As palavras são principalmente monossilábicas, embora algumas palavras tenham “pré-sílabas”, mantendo a estrutura sesquisilábica mom-quemer clássica. O registro fonológico com contraste observado em outras línguas mom-quemeres não foi encontrado em Jru 'e, em contraste com a língua circundante de maior prestígio, o Laociano, a Jru' não desenvolveu tons.

### Consoantes
Semelhante às outras línguas mom-quemeres da região, Jru 'distingue cinco pontos de articulação em seu inventário de consoantes e as oclusivas podem ser sonoras, não sonoras ou (não sonoras) aspiradas. As consoantes são apresentadas abaixo no IPA conforme apresentado por Jacq.
|                |          | Bilabial | Bilabial | Alveolar | Alveolar | Palatal | Palatal | Velar | Velar | Glotal |
| -------------- | -------- | -------- | -------- | -------- | -------- | ------- | ------- | ----- | ----- | ------ |
| Plosiva        | Aspirada | pʰ       | pʰ       | tʰ       | tʰ       |         |         | kʰ    | kʰ    |        |
| Plosiva        | Tenuis   | p        | p        | t        | t        | c       | c       | k     | k     | ʔ      |
| Plosiva        | Fortis   | b        | b        | d        | d        | ɟ       | ɟ       | ɡ     | ɡ     |        |
| Nasal oclusiva | Fortis   | m        | m        | n        | n        | ɲ       | ɲ       | ŋ     | ŋ     |        |
| Fricativa      | Tenuis   |          |          | s        | s        |         |         |       |       | h      |
| Aproximante    | Fortis   | w        | w        | l        | r        | j       | j       |       |       |        |

### Vogais
As vogais de Jru herdadas do proto-mom-quemer mostram três aberturas de vogais e três posições de língua, ou quantidade de "posterioridade". Uma inovação que a Jru desenvolveu foi um contraste de arredondamento nas vogais meio-posteriores abertas. Isso resulta em dez posições de vogal. Todos os dez também mostram um contraste de cextensão, dando um total de 20 monotongos. Ao contrário de outras línguas do Sudão Asiático sprachbund, o contraste do extensão não é entre curto e longo, mas entre "regular" e "extra curto".
Jru' tem adicionalmente três ditongos /ia/, /ɨə/, /ua/.  Os ditongos /ie/ e /uo/ também são encontrados em certos ambientes como alofones de /i/ e /u/, respectively.
|              | Anterior | Anterior    | Central | Central     | Posterior | Posterior |
| extra curta  | regular  | extra curta | regular | extra curta | regular   |           |
| ------------ | -------- | ----------- | ------- | ----------- | --------- | --------- |
| Fechada      | /i/      | /iː/        | /ɨ/     | /ɨː/        | /u/       | /uː/      |
| Meio fechada | /e/      | /eː/        |         |             | /o/       | /oː/      |
| Meio aberta  | /ɛ/      | /ɛː/        | /ə/     | /əː/        | /ʌ/,/ɔ/   | /ʌː/,/ɔː/ |
| Aberta       |          |             | /a/     | /aː/        |           |           |

### Sílabas
O monossílabo máximo é representado como (C  1 ) C  2  (R) V (C  3 ) onde C  1  é qualquer consoante Lênis, C  2  é qualquer consoante, exceto uma idêntica a C  1  (ou R se presente), R é  / r / ou  / l /, V é qualquer vogal ou ditongo e C  3  é qualquer consoante, exceto uma oclusiva Fortis ou aspirada. Os componentes em parênteses não estão presentes em todas as palavras.
A estrutura de palavras sesquisilábica máxima é representada C  1  əC  2  (R) V (C  3 ) onde C  1  é  / p /,  / k / ou  / t /, C  2  é  / h /  / r / ou  / l /, V é qualquer vogal ou ditongo e C  3  é qualquer consoante, exceto uma oclusiva sonora ou aspirada.

## Escrita
Como ocorre com a maioria das línguas mom-quemeres, Jru 'não tem nenhum sistema de escrita indígena. No entanto, em diferentes pontos da história, várias escritas existentes, incluindo a Quốc ngữ e a Laociana foram usadas ou modificados para transcrever os sons do idioma para estudo. No início do século XX, na rebelião  Ong Keo, em que as tribos das colinas quemeres da região se uniram para resistir ao governo francês e do domínio Lao, Ong Kommandam, um falante do estreitamente relacionado com o língua alaque criou uma escrita por demais complexa chamada Khom]] que foi usada por um tempo para escrever Jru'.
Recentemente, o linguista Pascale Jacq, com a ajuda de falantes nativos, desenvolveu uma ortografia baseada na escrita laociana, na tentativa de fornecer aos falantes de Jru um método padronizado com o qual escrever seu idioma. Essa ortografia de Jacq é atualmente usado para compilar um dicionário Jru'-Lao-Inglês-Francês.